# Méthodes scientifiques de l'archéologie

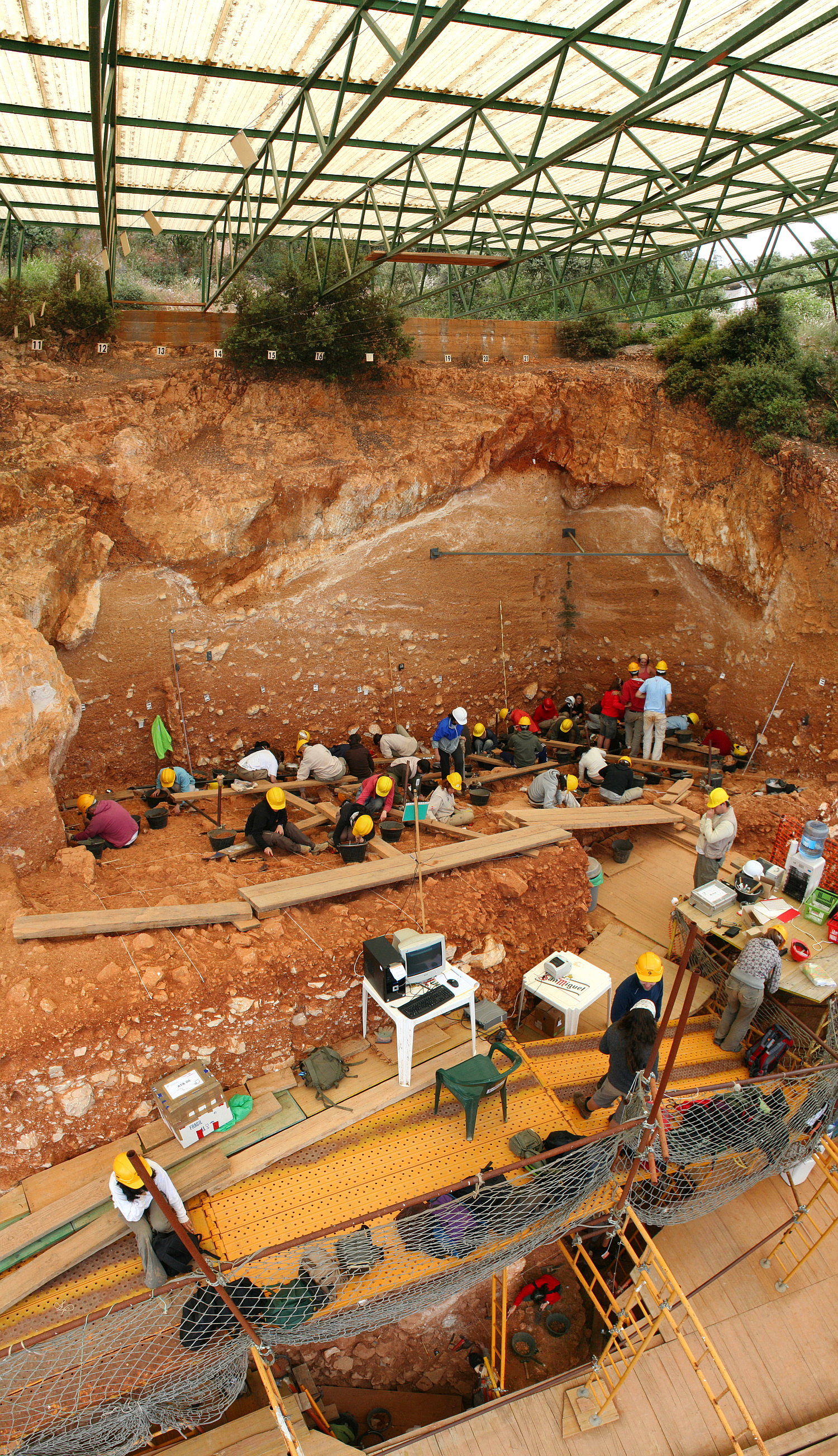
Fouille archéologique de Gran Dolina à Atapuerca.

L'archéologie, en tant que démarche scientifique, utilise une démarche et des outils rigoureux. Cette méthode scientifique de l'archéologie inclut des outils intellectuels et matériels issus de diverses disciplines, dont certains des sciences de la nature. Ils permettent à l'archéologue d'analyser et d’interpréter les vestiges matériels du passé et leur contexte.

## Une démarche hypothético-déductive

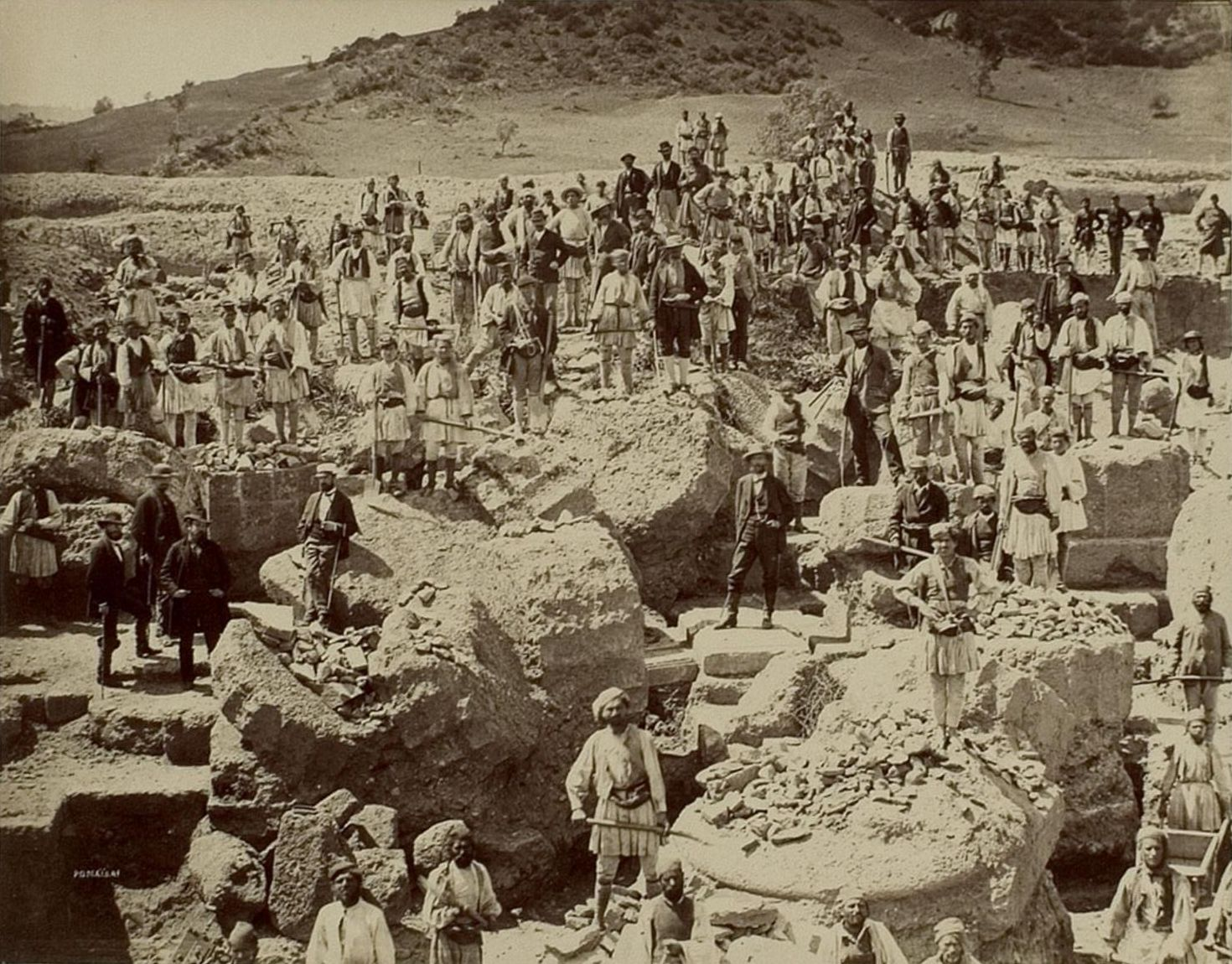
Fouilles allemandes à Olympie en 1875.

Pendant longtemps, l'intérêt pour les sociétés du passé s'est résumé à la collecte d'objets d'art anciens, que l'on admirait et que l'on commentait à la façon d'une dissertation littéraire. Au cours du temps, les archéologues se sont attachés à définir et à expliciter leurs méthodes, de manière à pouvoir revendiquer un statut de science pour l'archéologie. Ainsi, la stratigraphie a été pensée au XIXe siècle par Boucher de Perthes et Augustus Pitt-Rivers avant d'être approfondie au XXe siècle, en particulier suite aux développements d'autres sciences ou techniques, telle la datation absolue.
Depuis les années 1960, la démarche scientifique de l'archéologie a été davantage théorisée, ce qui a permis d'expliciter la démarche "hypothético-déductive" de cette discipline. Le travail scientifique commence par l'observation d'une méthode stricte dans le travail sur le terrain ou sur l'objet ancien. L'interprétation est la synthèse des résultats.
Jean-Paul Demoule résume la méthode en plusieurs étapes :

« a) La définition d'objectifs [...]
b) La collecte des données [...]
c) La description des données recueillies [...]
d) Le traitement des données [...]
e) L'interprétation du traitement [...]
f) La validation de l'interprétation [...] »

Cette démarche n'est pas propre à l'archéologie mais est une spécificité des démarches scientifiques. Construite comme une spirale, elle permet des va-et-vient entre les niveaux. En outre, elle s'adapte à l'ensemble des recherches appartenant au champ de l'archéologie, que ce soit la fouille de terrain - la plus connue- ou le travail sur des collections archéologiques de musée.

## Méthodes du travail à partir du terrain
Si le travail de l'archéologue est avant tout caractérisé par son objet d'étude, la partie la plus visible et connue de ce travail est la fouille archéologique elle-même et le travail sur le terrain.

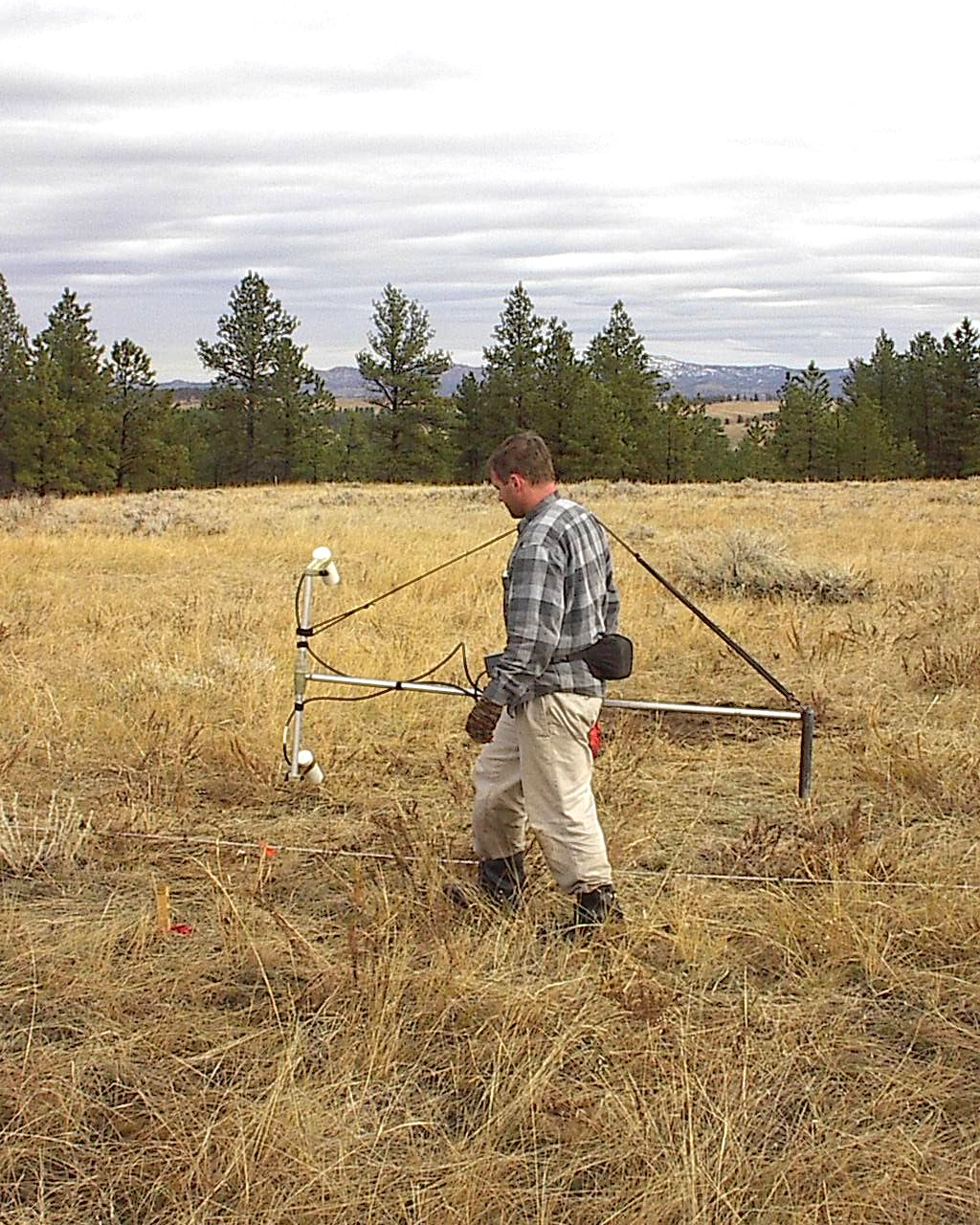
Prospection au magnétomètre.

### Méthodes de prospection
La prospection vise à localiser les sites qui ont été occupés en les différenciant des espaces vides. L'observation fine permet de repérer des anomalies dans le paysage, telles que de légères différences visuelles dans la végétation (indices phytographiques) et dans le niveau du sol (indices topographiques). Une prospection géophysique peut également être effectuée afin de mettre en évidence des différences de résistivité électrique du sol (résistivimètre), des légères différences dans le champ magnétique terrestre (magnétomètre) ou encore des différences dans les caractéristiques électromagnétiques du sol (détecteur de métaux).
La prospection pédestre consiste en un ramassage systématique des débris, pour les analyser. Cette méthode a, par exemple, permis de localiser et de dater les habitats des premiers Israélites, sur les hautes terres de Cisjordanie[réf. souhaitée].
Plus récemment, sont apparues d'autres méthodes de prospection : notamment, la prospection aérienne (par cerf-volant, avion, hélicoptère, ou drone).
Dans les années 1920, est apparue la prospection électrique qui permet de rechercher des éléments archéologiques sans effectuer de fouille.

### Méthode de fouilles
Les fouilles archéologiques impliquent, pour mettre au jour les vestiges, la destruction du reste de l'information pouvant être contenue dans les déchets du chantier : il est impossible de revenir à l'état initial. Dès l'Antiquité, il était habituel de creuser le sol pour en extraire des objets anciens. Néanmoins, c'est à partir du XVIIIe siècle qu'elle commence à devenir une pratique scientifique respectant des règles précises qui se sont affinées avec le temps.

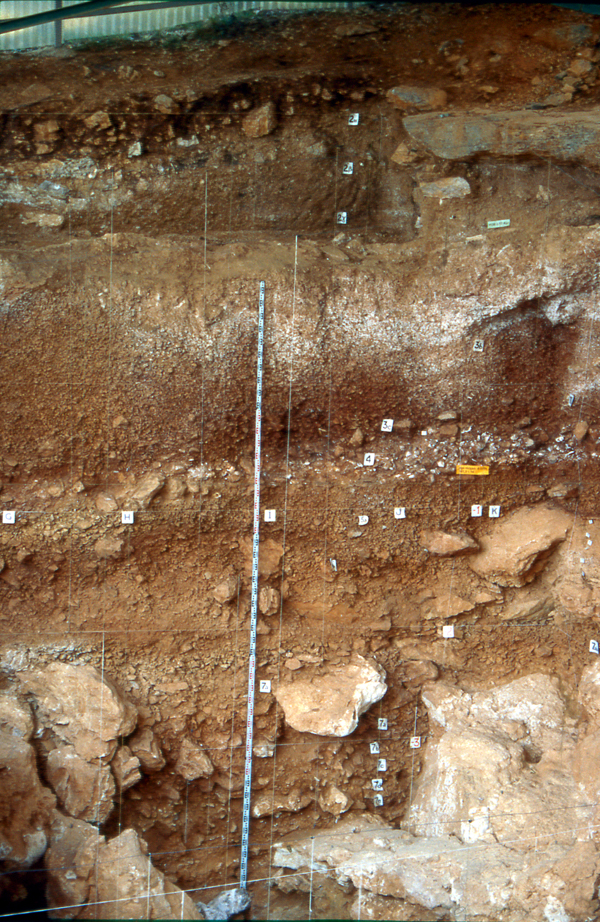
Stratigraphie du site préhistorique de Coudoulous.

#### Stratigraphie des fouilles
La stratigraphie, au cœur de la fouille archéologique, est une méthode inspirée de la géologie qui permet de comprendre et d'analyser les données du terrain. Elle consiste à identifier chaque strate du terrain correspondant à la même période. En général, une strate qui en recouvre une autre est plus récente et les couches sont d'autant plus anciennes qu'elles sont plus profondes. Cette règle n'est cependant pas absolue. Les fondations d'une construction, par exemple, traversent localement des strates plus anciennes. Des remblais peuvent ramener un matériau ancien par-dessus des couches plus récentes. Une même strate peut ainsi se trouver morcelée, ce qui complique l'identification des niveaux archéologiques.
Techniquement, on identifie une unité stratigraphique pour chaque événement réel ; on repère les interfaces entre ces unités ; on établit la chronologie des unités et on synthétise le déroulement temporel dans un diagramme logique dit diagramme de Harris (en) conçu par Edward Harris.

#### Topographie des sites
Pout penser l'objet archéologique dans son espace, les savant ont, à partir du XVIIIe siècle dessiné des monuments et relevé des cartes. Ce n'est, cependant, qu'à partir du XIXe siècle que les relevés gagnent en précision grâce à Augustus  Pitt Rivers. Peu après, la méthode Wheeler, crée par Mortimer Wheeler délimite les fouille en carré de 5m de côté. Cette division et le carroyage mis en place permet un relevé efficace de la position des objets.

## Méthodes de travail à partir de l'objet
Pour analyser les artefacts archéologiques, qu'ils soient issus de fouilles documentées ou non, les archéologues utilisent des outils intellectuels qui permettent de caractériser et de penser les objets et les sites.

### Classement par type

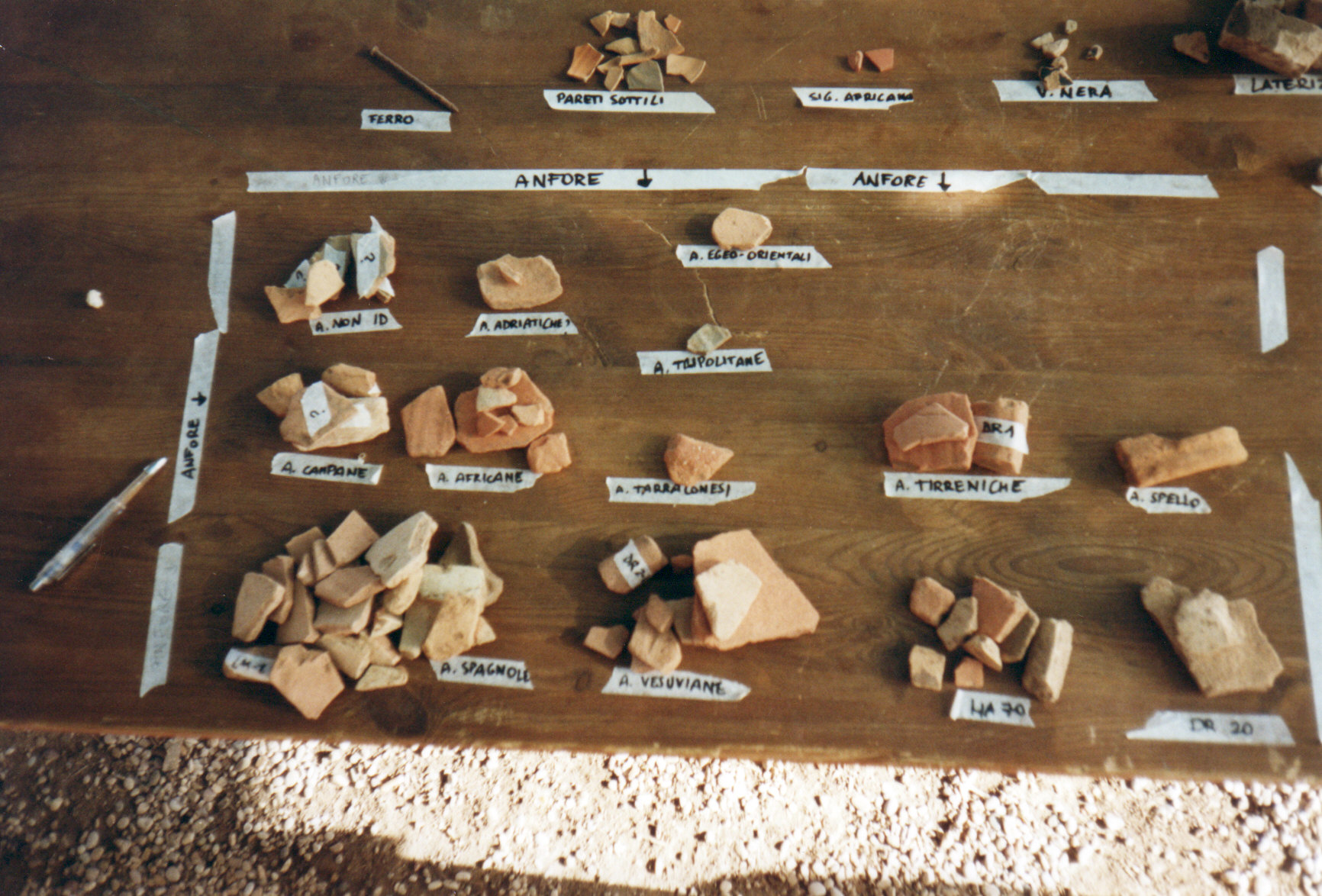
Fragments de céramique classés typologiquement.

La typologie, méthode inspirée des sciences naturelles, consiste à classer les vestiges selon leur ressemblance et leur dissemblance et à les localiser dans l'espace et dans le temps en les rattachant à un contexte. L'axe diachronique distingue, dans l'analyse, l'évolution à l'intérieur d'une série archéologique. Pour l'axe synchronique, la problématique s'oriente vers les fonctions ou les utilisations des différents objets. On met alors en évidence deux types de structures : la partition (rupture) ou la sériation (continuité de proche en proche). Chaque culture archéologique est, finalement, périodisée, c'est-à-dire découpée en phases chronologiques.
Les méthodes statistiques sont de plus en plus utilisées. L'analyse factorielle des données, par exemple, permet de mieux encadrer les facteurs subjectifs, en définissant des axes factoriels au sein des nuages de données et en hiérarchisant leur importance dans les ressemblances ou les dissemblances entre ces données. Cette analyse est une science expérimentale qui se fonde sur des référentiels actualistes et qui part toujours d’une question archéologique. Lors de l’analyse fonctionnelle, chaque fonction doit être recensée, caractérisée, ordonnée, hiérarchisée et valorisée grâce à l’analyse de résidu présent sur l’objet. On détermine aussi, les fonctions principales, les fonctions secondaires et les fonctions contraintes d’un vestige. Il est important de faire ce recensement afin d’effectuer un dimensionnement correct des caractéristiques de l’objet archéologique. Ces analyses permettent ainsi de vérifier la compatibilité entre des observations expérimentales et archéologiques. Pendant l’analyse il est important de définir la dureté de la matière travaillée, la cinématique de même que l’angle d’attaque du tranchant.

### Dater les artefacts et les sites

#### Datation par le carbone 14
Le carbone 14, produit par les rayons cosmiques, se trouve intégré aux organismes vivants par le cycle du dioxyde de carbone. À la mort de l'organisme, du fait de la radioactivité qui le caractérise, l'abondance de cet isotope par rapport au carbone 12 décroît au cours du temps. La mesure de cette abondance, au moyen d'un compteur ou d'un spectromètre de masse, permet de déterminer le temps écoulé depuis la mort de l'organisme. Cependant, l'abondance initiale a légèrement varié au cours du temps, ce qui impose de procéder à une correction, appelée étalonnage, désormais prise en compte. La spectrométrie de masse permet désormais de travailler sur de très petites quantités de matériaux organiques, telles qu'un noyau d'olive ou quelques graines. De plus, un traitement statistique sophistiqué de plusieurs prélèvements indépendants permet d'affiner le résultat. Pour les datations à l'âge du bronze ou à l'âge du fer, la marge d'erreur est désormais de l'ordre de +/- 20 ans, de l'ordre d'une génération, ce qui rend désormais la datation par le carbone 14 particulièrement appréciée.
Le dosage entre le carbone 14 et le carbone 12 permet des datations jusqu'à 40 000 ans. Le dosage entre l'uranium et le thorium permet de dater des échantillons de 10 000 à 350 000 ans, celui entre le potassium et l'argon au-delà de 500 000 ans (surtout utilisé en géologie).

#### Autres méthodes de datation absolue

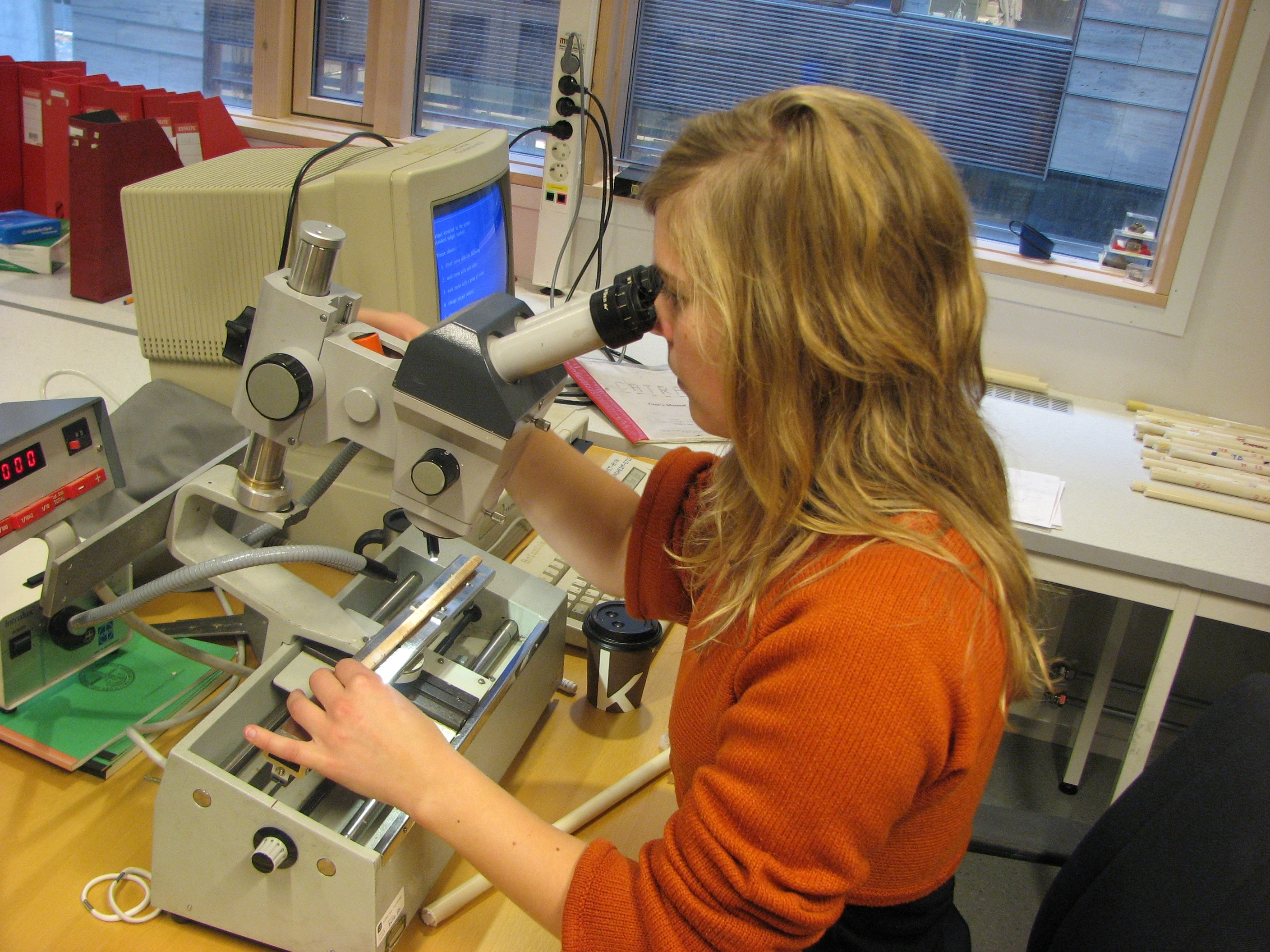
Observation d'un échantillon pour une étude dendrochronologique.

La dendrochronologie fournit la courbe de calibration du carbone 14. L'observation des cernes de croissance du bois permet de définir des séquences caractéristiques, pour une essence donnée et une même contrée. On recale ainsi, avec des arbres de plus en plus anciens, l'ordre des cernes, jusqu'à 7000 ans pour le chêne en Allemagne ou en Irlande ou pour le pin en Californie. La date fournie est celle de l'abattage de l'arbre, avec une précision de 1 an.
La thermoluminescence permet de mesurer l'énergie stockée au cours du temps dans des éléments initialement chauffés tels que pierres de foyers, céramiques, traces d'incendies, etc. Pour ce faire, on chauffe à nouveau le matériau et on mesure la lumière émise lors du dégagement des électrons piégés au cours du temps. Ce piégeage, dans des pièges cristallins, se produit au cours du temps sous l'action de la lumière ambiante.
L'archéomagnétisme est la détermination du champ magnétique terrestre (orientation et intensité) grâce à l'oxyde de fer des argiles, fossilisés lorsqu'ils ont été chauffés à plus de 680 °C (soles de foyers retrouvés telles quelles à l'endroit où elles ont été utilisées). La précision est de 20 ans pour le dernier millénaire

## Vers l'interprétation
Les archéologues utilisent de nombreuses techniques, souvent mise en place au sein d'autres disciplines, pour étudier les artefacts archéologiques. Ces techniques physico-chimiques permettent, entre autres, de dater les objets.

### Etudier les techniques de fabrication
La connaissance détaillée des techniques de fabrication (approvisionnement, outillage, transmission du savoir-faire) est essentielle pour comprendre les sociétés du passé, car la conception de la technique est étroitement liée au social. On identifie l'origine des matières premières (silex, argile, cuivre, étain pour le bronze, fer). Les traces d'utilisation sur les outils (usure des surfaces) permettent de reconstituer leur usage. Les traces de résidus alimentaires, soumises à des analyses physico-chimiques, fournissent des informations chrono-culturelles.
L'expérimentation vient compléter l'analyse. La technologie de la taille des silex est comprise et reconstituée. La reconstitution de maisons du Néolithique permet d'évaluer la quantité de matériaux, la main-d’œuvre et le temps nécessaires.

### Caractériser des matériaux
On sait déterminer la provenance exacte de chaque argile (minéralogie et chimie) et reconstituer son mode détaillé de cuisson à partir des transformations que ses composants (quartz, calcium, feldspaths) ont subies. Les observations de la microstructure des métaux permettent d'identifier les procédés de formage, de reconstituer la chaîne de fabrication et d'évaluer la qualité du savoir-faire technique.

### Caractériser l'environnement
L'étude du paléoenvironnement concerne la reconstitution des paysages et des actions humaines (fumures, brûlis etc.), le climat, l'archéobotanique (pollens, graines et fruits de semences, sélection des plantes, gestion forestière) et l'archéozoologie (évolution des espèces, domestication, gestion des troupeaux, techniques de découpe bouchère).

### Étudier les hommes
On étudie également l'archéologie funéraire, la démographie, l'état sanitaire des populations (ostéoarchéologie) et la paléobiologie (détermination du régime alimentaire par analyse isotopique à partir de l'étude des os, génétique à partir de l'ADN).